# Chiesa di San Michele Arcangelo (Vico nel Lazio)
La chiesa di San Michele Arcangelo è la parrocchiale di Vico nel Lazio, in provincia di Frosinone e diocesi di Anagni-Alatri; fa parte della forania di Alatri.

## Storia
Non si sa quando sorse la primitiva chiesa di San Michele, ma risultava già esistente nel XI secolo, visto che vi passò san Domenico di Sora.
La nuova chiesa venne costruita nel 1581, data incisa sull'architettura del portale d'ingresso; nel 1780, come decretato da una bolla di papa Benedetto XIV, la parrocchiale fu elevata a "insigne collegiata" e contestualmente le furono sottoposte le chiese di Santa Maria e di San Martino, precedentemente parrocchiali anch'esse.
Nel XIX secolo l'edificio fu interessato da un intervento di rimaneggiamento in occasione del quale le cappelle laterali furono rese intercomunicanti tra di esse in modo da creare due navate minori.
Nel 1950, in occasione dell'anno giubilare, le suppellettili della cappella laterale dei conti Nardini vennero traslate in un'altra cappella.

## Descrizione

### Esterno
La facciata a salienti in pietra della chiesa, rivolta a sudest, presenta centralmente il portale d'ingresso architravato, al quale si accede tramite una doppia scalinata con balaustra, e il rosone; le due ali laterali sono caratterizzate da finestrelle a tutto sesto e sormontate da acroteri.
Annesso alla parrocchiale è il campanile a base quadrata, la cui cella presenta su ogni lato una monofora ed è sovrastata da un registro caratterizzato dell'orologio e da ulteriori monofore.

### Interno
L'interno dell'edificio, la cui pianta è a croce latina, si compone di tre navate, separate da pilastri sorreggenti degli archi a tutto sesto e abelliti da lesene binate con capitelli compositi sopra i quali corre la cornice modanata e aggettante su cui si impostano le volte di copertura; al termine dell'aula si sviluppa il presbiterio, rialzato di alcuni gradini, ospitante l'altare maggiore e chiuso dalla parete di fondo piatta.
Qui sono conservate diverse opere di pregio, tra le quali la pala ritraente la Madonna in trono col Bambino insieme ai santi Michele Arcangelo, Giuseppe, Lucia, Giovanni Battista e Domenico da Foligno, datata 1687, la tela raffigurante i Santi Sebastiano, Antonio Abate e Rocco, anch'essa seicentesca, un busto reliquiario in argento di San Giorgio, realizzato nel 1613, l'organo, costruito nel 1750 da Catarinozzi e Spadari, e il dipinto con soggetto la Santissima Trinità, dipinta dal Cavalier d'Arpino.